# Celia Villalobos
Celia Villalobos Talero, née le 18 avril 1949 à Benalmádena, dans la province de Malaga, est une personnalité politique espagnole. Elle est ministre de la Santé et de la Consommation de 2000 à 2002.

## Biographie
Élue de justesse maire de Malaga en 1995, elle l'emporte avec la majorité absolue en 1999 mais doit abandonner ce poste le 28 avril 2000, lorsqu'elle est nommée ministre de la Santé et de la Consommation du second gouvernement de José María Aznar.
Son rôle à ce portefeuille fut assez polémique, notamment à cause d'un discours durant la crise de la maladie de la vache folle, mais c'est sous son mandat que fut réalisé le transfert total de la santé publique vers les Communautés autonomes. Elle fut cependant remplacée lors du remaniement ministériel du 10 juillet 2002.
Représentante de la province de Malaga depuis 1989, elle devient deuxième secrétaire du Bureau du Congrès des députés après les élections législatives espagnoles de 2004, puis quatrième secrétaire à la suite des législatives de 2008. Elle annonce le 20 février 2019 sa volonté d'abandonner la vie politique au terme de la douzième législature.

### Positionnement
Celia Villalobos est considérée comme membre du secteur modéré (social-libéral, voire social-démocrate du Parti populaire). À ce titre et par ses actions, elle s'est taillé la réputation d'une rebelle sur les thèmes sociaux, n'hésitant pas à aller à l'encontre des consignes de son parti sur ces questions : 
- En 1997, elle ne respecte pas la discipline de vote au cours du débat sur une proposition de loi sur les couples de fait ;
- Elle s'est absentée lors du vote pour augmenter le délai d'avortement légal (que le PP comptait rejeter) ;
- Enfin, elle fut sanctionnée économiquement pour avoir, en avril 2005, voté, pour la seconde fois, en faveur de la légalisation du mariage homosexuel.

En tant que ministre, elle s'est par ailleurs battue pour les consommateurs contre les géants de l'industrie pharmaceutique. Peu soutenue au départ, elle réussissait toujours par recevoir l'appui de ses homologues, du commissaire européen, du Parlement européen et du président de la Commission.